# علي الدين محياة شاه
السلطان علي الدين علي محياة شاه هو مؤسس وأول سلطان لسلطنة آتشيه، حكم من عام 1514 حتى وفاته عام 1530 .
في عام 1520، بدأ حملة عسكرية للسيطرة على الجزء الشمالي من سومطرة . كانت حملته الأولى في دايا، في الشمال الغربي، والتي وفقًا لتومي بيريس لم تكن تعرف الإسلام. زاد في توسعاته بشكل أكبر حتى الساحل الشرقي المعروف بغناه بالتوابل والذهب . لتعزيز اقتصاد الشعب والقوة البحرية، تم إنشاء العديد من الموانئ .
كان الهجوم على ديلي وآرو آخر توسع إقليمي قام به. في ديلي التي تغطي بيدير و باساي تمكن من طرد البرتغاليين من المنطقة. لكن الهجوم على آرو هزم جيشه من قبل الأسطول البرتغالي. يبدو أن هذا العمل العسكري يهدد أيضًا جوهر بالإضافة إلى البرتغاليين كقوة بحرية في المنطقة.

## التراث الثقافي

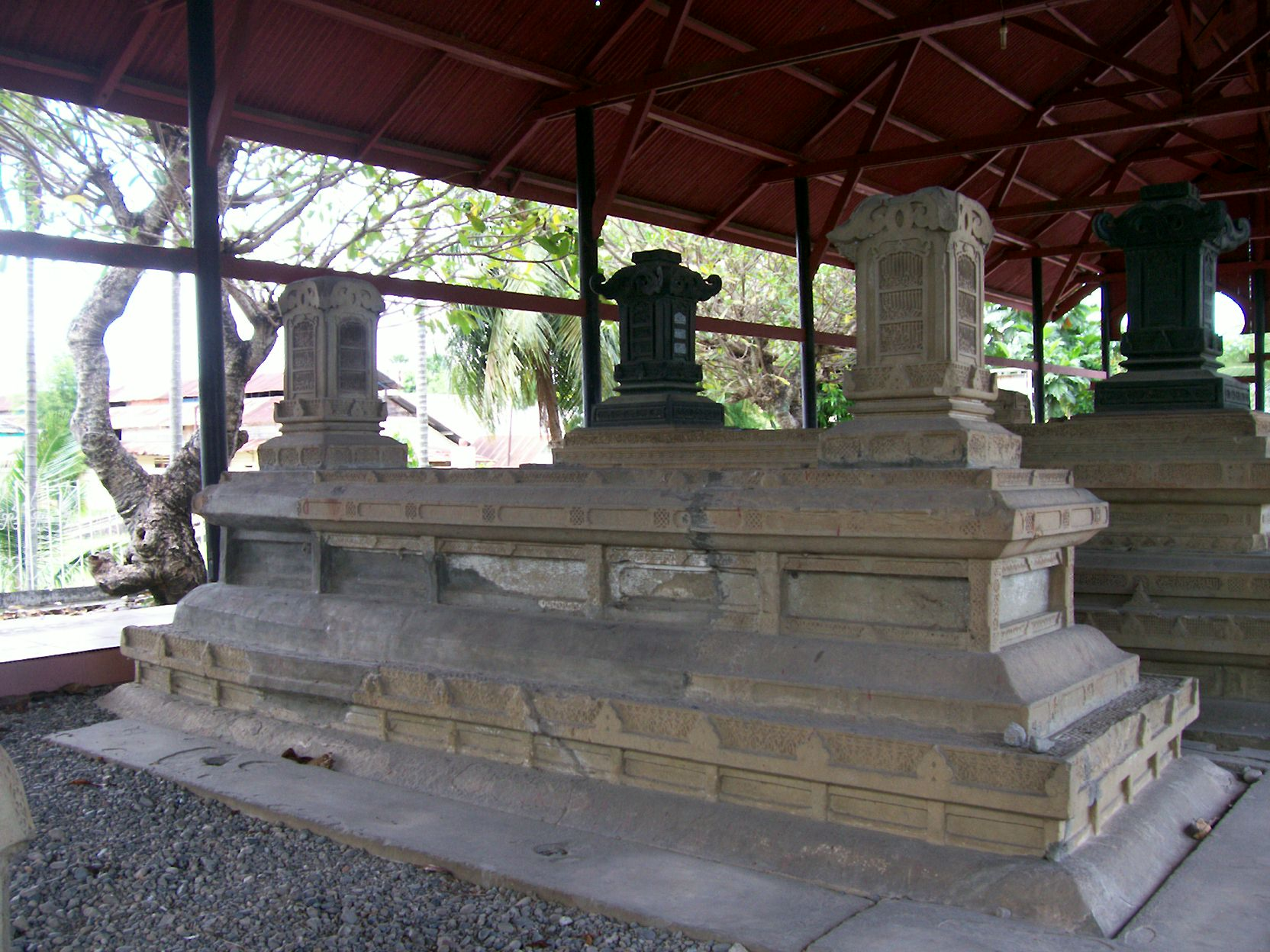
ضريح السلطان علي محياة صياح بمجمع الأضرحة Kandang XII، باندا آتشيه

بقايا التراث الثقافي الأخرى هي غنائم حرب مختلفة من القوات الاستعمارية البرتغالية التي تم الحصول عليها من خلال الحرب ، مثل هزيمة القوات البرتغالية بقيادة غاسبار دي كوستا (1519) في كوالا أتشيه ؛ هزيمة الأسطول البرتغالي في مياه آتشيه بقيادة خورخي دي بريتو (1521) ؛ هزيمة القوات البرتغالية في دايا وبدير وساموديرا باساي. هذه الأشياء المسروقة مثل المدافع والبنادق والسيوف ؛ يوجد أيضًا هيكل يشبه الحصن على الجانب الأيمن من Krueng Pasee ؛ حتى جرس Cakra Donya الموجود حاليًا في متحف آتشيه هو من بقايا غنائم الحرب في العصر المبكر لصعود سلطنة آتشيه.
بعد وفاته عام 1530، خلفه ابنه صلاح الدين .
| سبقه - | سلطان آتشيه 1514—1530 | تبعه صلاح الدين بن محياة شاه |